# Oostenrijk op de Paralympische Zomerspelen 2012
Oostenrijk deed met 35 sporters mee aan de Paralympische Zomerspelen 2012 in Londen.

## Medailleoverzicht
| Medaille | Naam                 | Sport            | Onderdeel                    |
| -------- | -------------------- | ---------------- | ---------------------------- |
| Goud     | Gunther Matzinger    | Atletiek         | 400 meter T46 (m)            |
| Goud     | Walter Ablinger      | Wielrennen (weg) | Wegwedstrijd H 2 (m)         |
| Goud     | Pepo Puch            | Paardensport     | Vrije stijl Ib-graad (mix)   |
| Goud     | Gunther Matzinger    | Atletiek         | 800 meter T46 (m)            |
| Zilver   | Walter Ablinger      | Wielrennen (weg) | Tijdrit H 2 (m)              |
| Zilver   | Stanislaw Fraczyk    | Tafeltennis      | Singles 9-klasse (m)         |
| Zilver   | Doris Mader          | Tafeltennis      | Singles 3-klasse (v)         |
| Brons    | Thomas Geierspichler | Atletiek         | 400 meter T52 (m)            |
| Brons    | Bil Marinkovic       | Atletiek         | Discuswerpen F11 (m)         |
| Brons    | Natalija Eder        | Atletiek         | Speerwerpen F12/12 (v)       |
| Brons    | Wolfgang Schattauer  | Wielrennen (weg) | Wegwedstrijd H 1 (m)         |
| Brons    | Wolfgang Schattauer  | Wielrennen (weg) | Tijdrit H 1 (m)              |
| Brons    | Pepo Puch            | Paardensport     | Kampioenschap Ib-graad (mix) |

## Deelnemers
| Sport            | Man | Vrouw |
| ---------------- | --- | ----- |
| Atletiek         | 5   | 1     |
| Baanwielrennen   | 1   | 2     |
| Paardensport     | 2   | 0     |
| Rolstoelschermen | 1   | 0     |
| Schietsport      | 1   | 0     |
| Tafeltennis      | 5   | 1     |
| Rolstoeltennis   | 2   | 1     |
| Wielrennen (weg) | 5   | 2     |
| Zeilen           | 3   | 0     |
| Zwemmen          | 2   | 1     |

Afghanistan · Albanië · Algerije · Amerikaanse Maagdeneilanden · Andorra · Angola · Antigua en Barbuda · Argentinië · Armenië · Australië · Azerbeidzjan · Bahrein · Barbados · België · Belize · Benin · Bermuda · Bolivia · Bosnië en Herzegovina · Brazilië · Britse Maagdeneilanden · Brunei · Bulgarije · Burkina Faso · Burundi · Cambodja · Canada · Centraal-Afrikaanse Republiek · Chili · China · Chinees Taipei · Colombia · Comoren · Congo-Brazzaville · Congo-Kinshasa · Cookeilanden · Costa Rica · Cuba · Cyprus · Denemarken · Djibouti · Dominica · Dominicaanse Republiek · Duitsland · Ecuador · Egypte · El Salvador · Equatoriaal-Guinea · Eritrea · Estland · Ethiopië · Faeröer · Fiji · Filipijnen · Finland · Frankrijk · Gabon · Gambia · Georgië · Ghana · Grenada · Griekenland · Groot-Brittannië · Guam · Guatemala · Guinee · Guinee‑Bissau · Guyana · Haïti · Honduras · Hongarije · Hongkong · Ierland · IJsland · India · Indonesië · Irak · Iran · Israël · Italië · Ivoorkust · Jamaica · Japan · Jemen · Jordanië · Kaaimaneilanden · Kaapverdië · Kameroen · Kazachstan · Kenia · Kirgizië · Kiribati · Koeweit · Kroatië · Laos · Lesotho · Letland · Libanon · Liberia · Libië · Liechtenstein · Litouwen · Luxemburg · Macau · Macedonië · Madagaskar · Maldiven · Maleisië · Mali · Malta · Marshalleilanden · Marokko · Mauritanië · Mauritius · Mexico · Micronesia · Moldavië · Monaco · Mongolië · Montenegro · Mozambique · Myanmar · Namibië · Nauru · Nederland · Nepal · Nicaragua · Nieuw-Zeeland · Niger · Nigeria · Noord-Korea · Noorwegen · Oeganda · Oekraïne · Oezbekistan · Oman · Oostenrijk · Oost-Timor · Pakistan · Palau · Palestina · Panama · Papoea-Nieuw-Guinea · Paraguay · Peru · Polen · Portugal · Puerto Rico · Qatar · Roemenië · Rusland · Rwanda · Saint Kitts en Nevis · Saint Lucia · Saint Vincent en Grenadines · Salomonseilanden · Samoa · San Marino · Saoedi-Arabië · Senegal · Servië · Seychellen · Sierra Leone · Singapore · Slovenië · Slowakije · Soedan · Somalië · Spanje · Sri Lanka · Suriname · Swaziland · Syrië · Tadzjikistan · Tanzania · Thailand · Togo · Tonga · Trinidad en Tobago · Tsjaad · Tsjechië · Tunesië · Turkije · Turkmenistan · Tuvalu · Uruguay · Vanuatu · Venezuela · Verenigde Arabische Emiraten · Verenigde Staten · Vietnam · Wit-Rusland · Zambia · Zimbabwe · Zuid-Afrika · Zuid-Korea · Zweden · Zwitserland
Niet deelgenomen: Botswana · Malawi